# Ato Mukhamedshanov
Ato Mukhamedshanov (en cyrillique Ато Мухамеджанов) est un acteur tadjik (soviétique jusqu'en 1991), né à Douchanbé (alors appelé Stalinabad, en URSS) le 4 septembre 1940 et mort à Isfara le 9 septembre 2002.
Acteur très populaire en Asie centrale durant la période soviétique, il est plus connu du public occidental pour son dernier rôle au cinéma dans Luna Papa (1999).

## Filmographie
- 1972 : Zvezda v nochi de Valentin Maksimenkov
- 1984 : Yunost geniya d'Elyer Ishmukhamedov
- 1984 : Pozyvnye "Vershin"' de Yusuf Azizbayev
- 1999 : Luna Papa de Bakhtiar Khudojnazarov

## Distinction
- « Artiste du peuple de la République » au Tadjikistan en 1981